# Maria Wörth
Maria Wörth (en slovène : Otok) est une commune autrichienne du district de Klagenfurt-Land, en Carinthie. La municipalité a reçu le nom de l'ancien sanctuaire dédié à Marie, qui est située sur une presqu'île à la rive sud du lac Wörthersee.

## Géographie
La localité se trouve à environ 14 kilomètres à l'ouest de Klagenfurt, la capitale de la Carinthie. La circonscription municipale de Maria Wörth s'étend sur plusieurs kilomètres le long de la rive sud du Wörthersee.

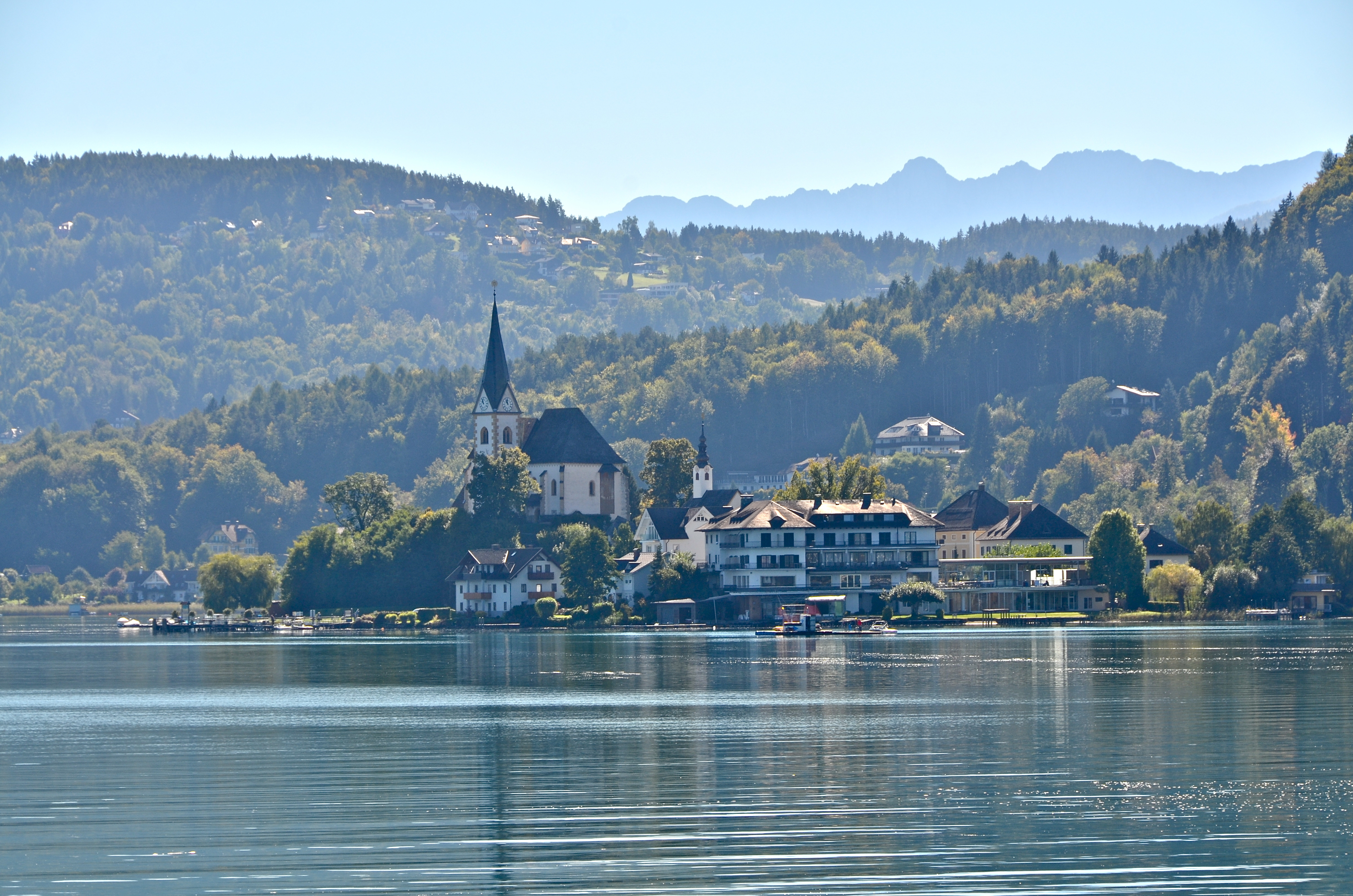
Vue de Pörtschach sur la rive nord.
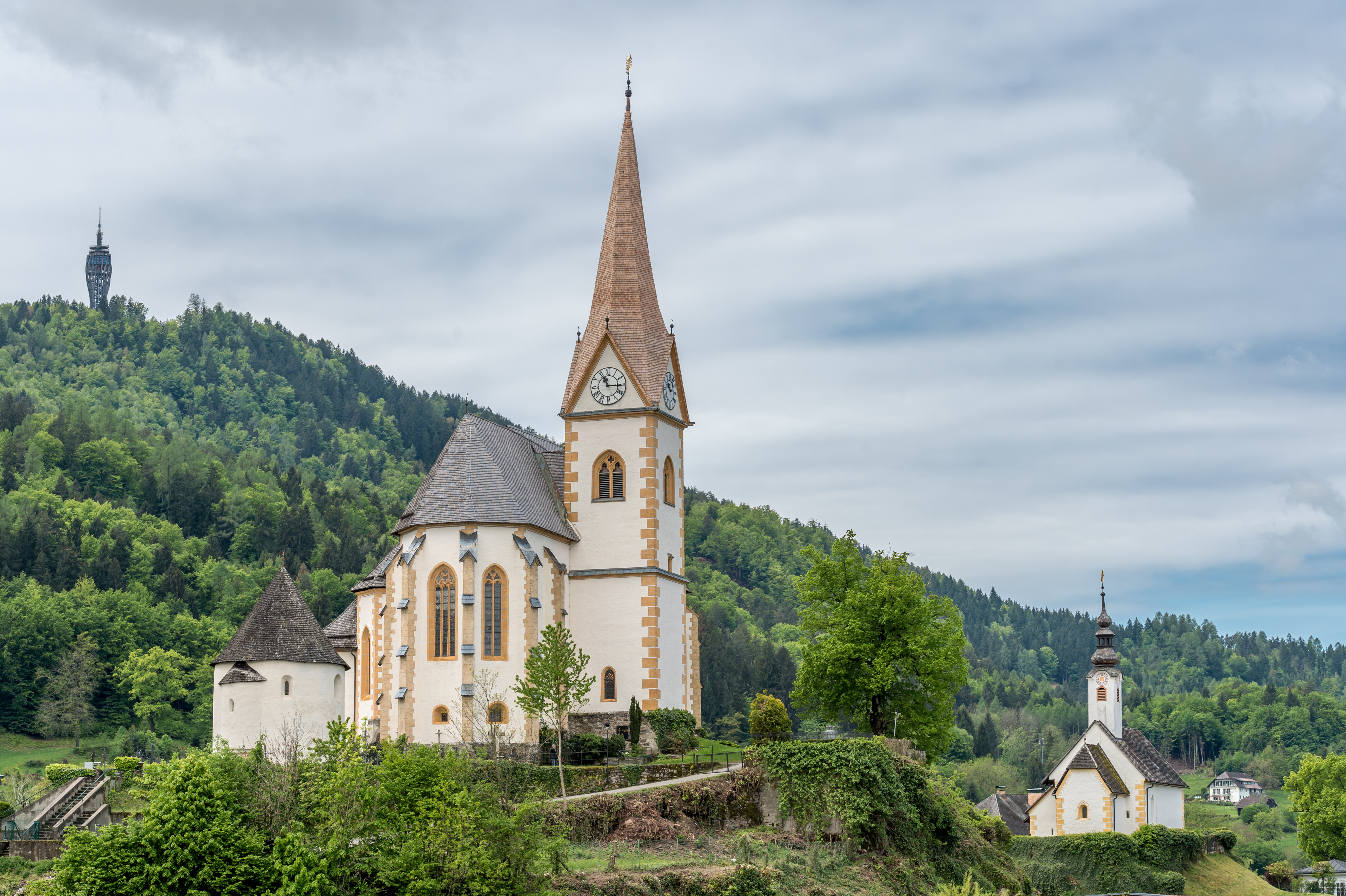
L'église de Saints Prime et Félicien.
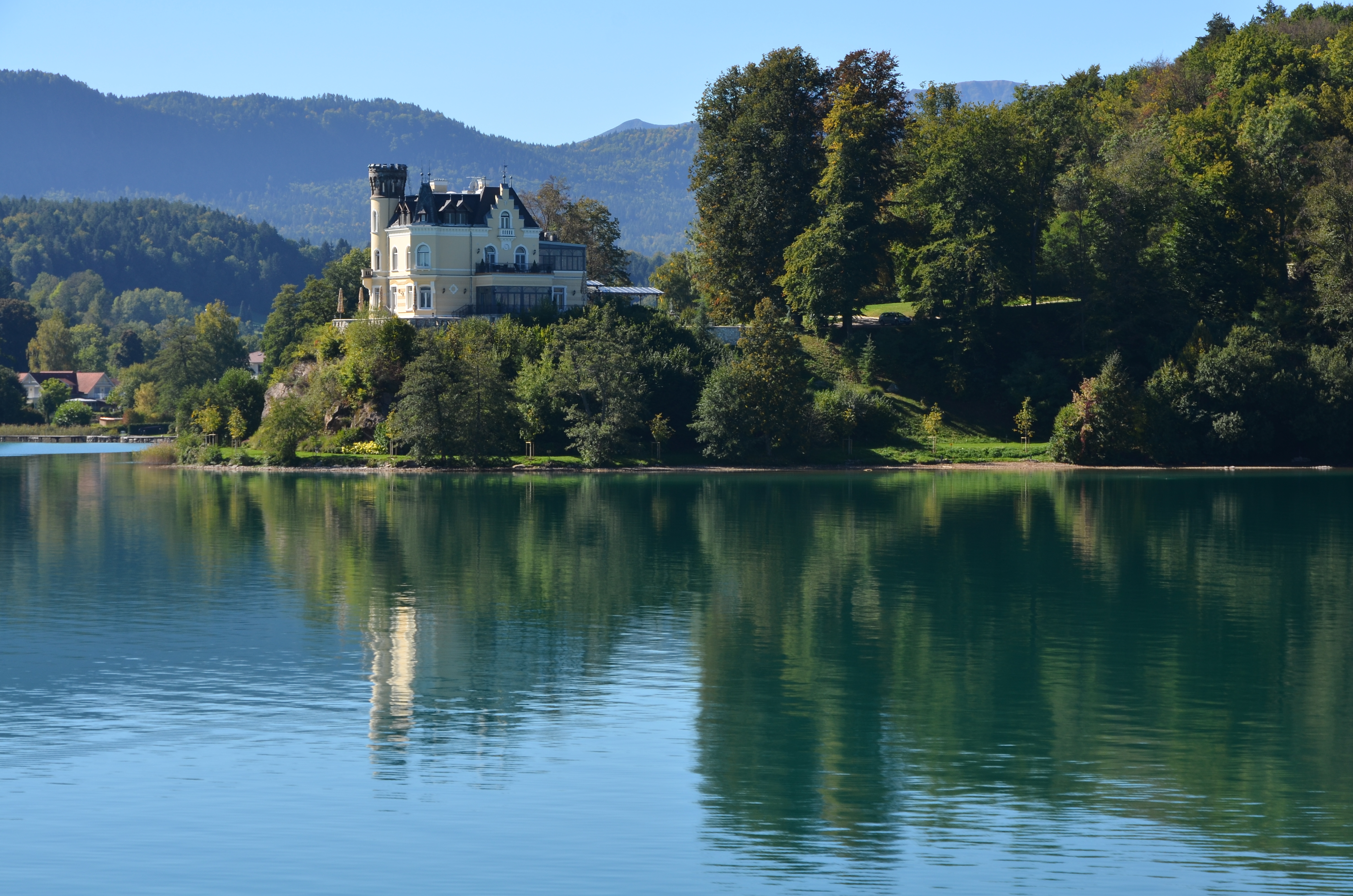
Schloss Reifnitz (de) (ou « Petit Miramare », une construction de 1898 à Maria Wörth.

## Histoire
L'église paroissiale de Maria Wörth a été fondée par des missionnaires dans les pays slaves de l'ancienne Carantanie, venus du monastère bénédictin d'Innichen (San Candido) vers l'an 830 à l'instigation des evêques de Freising en Bavière. La construction sur le lieu le plus haut de l'île dura jusqu'en 875, suivi par d'autres fondations ecclésiastiques dans les environs au cours du Xe siècle. La première apparition d'Uweride (dérivée de Werder, comme le nom slovène Otok la désignation pour une île fluviale) dans les chroniques date de 894.
Vers l'an 1146, l'évêque Otton de Freising fondera à cet endroit même la seconde collégiale dans la duché de Carinthie et ordonna la construction d'une deuxième église plus petit (nommée l'église d'hiver, Winterkirche). Aux environs de l'an 1529, la prévôté passa aux frères de l'ordre de Saint-Georges à l'abbaye de Millstatt et fut dissoute lors du transfert à la Compagnie de Jésus en 1598. Après la suppression des Jésuites en 1773 et la sécularisation selon le Recès de la Diète d’Empire en 1803, les propriétés de Maria Wörth ont été remis, enfin, à l'abbaye Saint-Paul du Lavanttal rétablie en 1809.
Vers la fin du XIXe siècle, Maria Wörth est devenue une station balnéaire très fréquentée. L'avancée et l'église pittoresque sont convoitées comme décor de cinéma et pour des mariages.

## Cabane dédiée à la composition

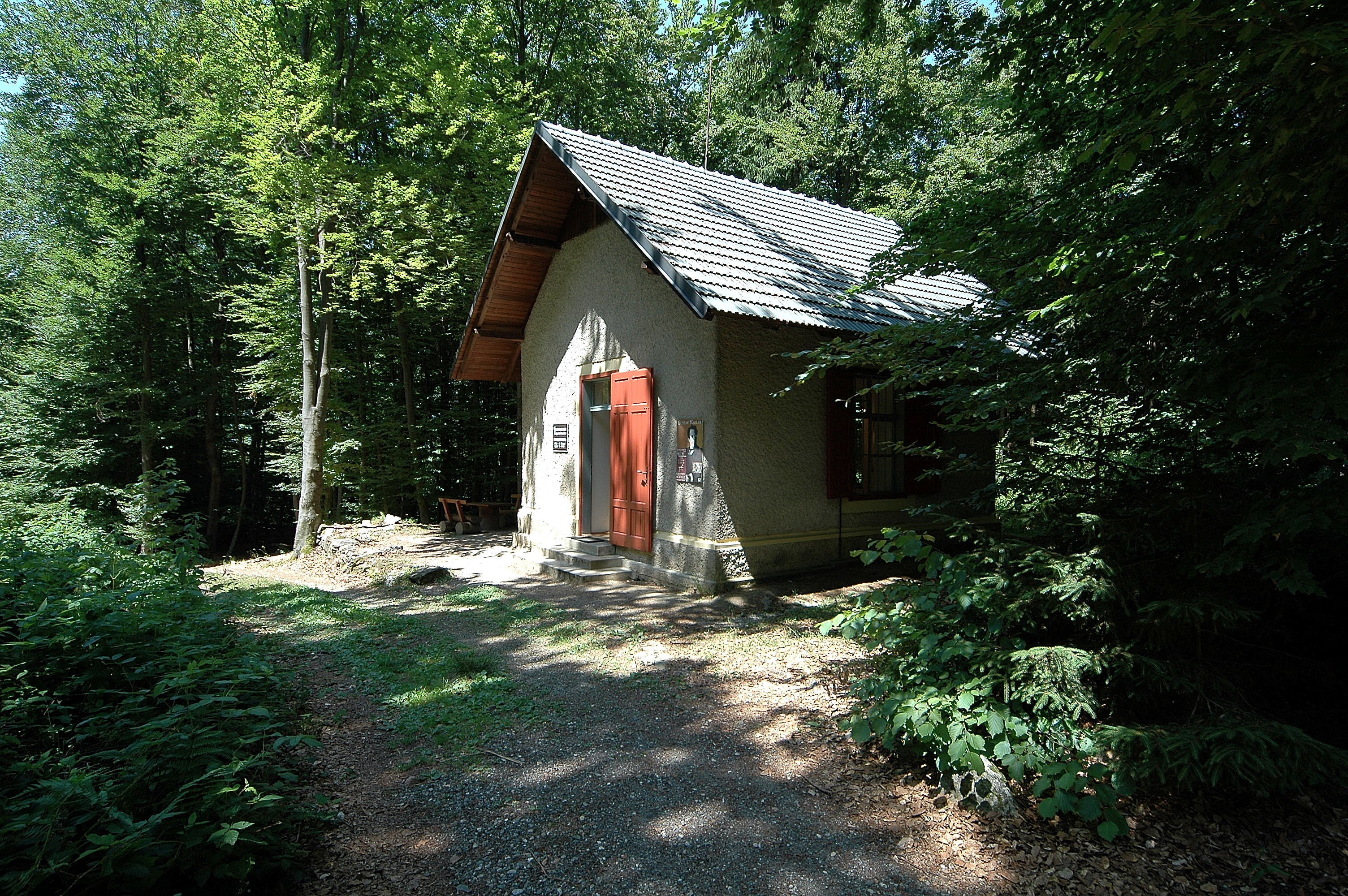
Cabane de Gustav Mahler.

En 1901, le compositeur Gustav Mahler a construit une villa près du hameau de Maiernigg, au bord du lac dans l'est de la commune, où il utilisait déjà une Komponierhäuschen (petite cabane dédiée à la composition) dans laquelle la plupart de ses œuvres écrites entre 1900 et 1907 ont été composées, y compris ses symphonies n° 5-8. La cabane est maintenant ouverte en tant que petit musée.

## Jumelages
- Freising (Allemagne) depuis 1978
- Aretxabaleta (Espagne) depuis 1990
- Codroipo (Italie)